# Liste antiker Ortsnamen und geographischer Bezeichnungen/Sy
| Lateinischer Name    | Griechischer Name                              | Beschreibung                                             | Heute                                                             | Quellen und Verweise | Lage |
| -------------------- | ---------------------------------------------- | -------------------------------------------------------- | ----------------------------------------------------------------- | -------------------- | ---- |
| Syagros Promontorium | Σύαγρος ἄκρα                                   |                                                          |                                                                   | Smith;               |      |
| Sybaris              | Σύθαρις (Sytharis)                             | Stadt in Magna Graecia                                   | auf dem Gebiet der Gemeinde Cassano all’Ionio am Golf von Tarent  | Smith;               |      |
| Sybota               |                                                |                                                          |                                                                   | Smith;               |      |
| Sybrita              | Σύβριτα (Sybrita)                              | Stadt auf Kreta                                          | westlich des Dorfes Thronos, 19 Kilometer südöstlich von Rethymno | Smith;               |      |
| Sycamina             |                                                |                                                          |                                                                   | Smith;               |      |
| Syce                 |                                                |                                                          |                                                                   | Smith;               |      |
| Syceon               |                                                |                                                          |                                                                   | Smith;               |      |
| Sycurium             |                                                |                                                          |                                                                   | Smith;               |      |
| Syebi Montes         |                                                |                                                          |                                                                   | Smith;               |      |
| Syedra               | Σύεδρα (Syedra)                                | Küstenstadt im Kilikia Tracheia                          | Asar Tepe, 18 Kilometer südöstlich von Alanya in der Türkei       | Smith;               |      |
| Syene                | Συήνη (Suēnē)                                  | Grenzstadt Ägyptens am oberen Nil                        | Assuan in Ägypten                                                 | Smith;               |      |
| Sygambri             | Σύγαμβροι (Sygambroi)                          | germanisches Volk der Sugambrer                          |                                                                   | Smith;               |      |
| Sylina Insula        |                                                |                                                          |                                                                   | Smith;               |      |
| Syllium              |                                                |                                                          |                                                                   | Smith;               |      |
| Symaethus            |                                                |                                                          |                                                                   | Smith;               |      |
| Symbolon Portus      | Συμβόλων λιμήν (Symbolōn limēn)                | Ort auf dem taurischen Chersonesos                       | Balaklawa auf der Krim und Stadtteil von Sewastopol               | Smith;               |      |
| Symbolum             | Σύμβολον (Symbolon)                            | Berg in der thasischen Peraia an der thrakischen Küste   | Symvolon-Gebirge in Griechenland                                  | Smith;               |      |
| Symbra               |                                                |                                                          |                                                                   | Smith;               |      |
| Syme                 | Σύμη (Symē)                                    | Insel des Dodekanes in der Ägäis, in der Nähe von Rhodos | Symi in Griechenland                                              | Smith;               |      |
| Symplegades          |                                                |                                                          |                                                                   | Smith;               |      |
| Synca                |                                                |                                                          |                                                                   | Smith;               |      |
| Synnada              | Σύνναδα (Synnada)                              | Stadt in Phrygien                                        | Şuhut in der Türkei                                               | Smith;               |      |
| Synnada              | Σύνναδα (Synnada)                              | Stadt in Mauretania Caesariensis                         |                                                                   |                      |      |
|                      |                                                |                                                          |                                                                   | Smith;               |      |
| Synodium             |                                                |                                                          |                                                                   | Smith;               |      |
| Syracusae            | Συρακοῦσαι (Syrakousai), Συράκουσα (Syrakousa) | Stadt auf Sizilien                                       | Syrakus in Italien                                                | Smith;               |      |
| Syrastre             |                                                |                                                          |                                                                   | Smith;               |      |
| Syrgis               |                                                |                                                          |                                                                   | Smith;               |      |
| Syria                | Συρία (Syria)                                  | Landschaft und Provinz in Asia                           | Syrien und Teile der Türkei                                       | Smith;               |      |
| Syriae Portae        |                                                |                                                          |                                                                   | Smith;               |      |
| Syrias               |                                                |                                                          |                                                                   | Smith;               |      |
| Syrieni              |                                                |                                                          |                                                                   | Smith;               |      |
| Syrnola              |                                                |                                                          |                                                                   | Smith;               |      |
| Syros                | Σῦρος (Syros)                                  | Insel der Kykladen                                       | Syros in Griechenland                                             | Smith;               |      |
| Syrtica Regio        |                                                |                                                          |                                                                   | Smith;               |      |
| Syrtis Major         | Σύρτις μεγάλη (Syrtis megalē)                  | Bucht an der Küste von Libya                             | Große Syrte an der libyschen Küste                                | Smith;               |      |
| Syrtis Minor         | Σύρτις μικρά (Syrtis mikra)                    | Bucht an der Küste von Libya                             | Kleine Syrte bzw. Golf von Gabès an der libyschen Küste           | Smith;               |      |
| Syspiritis           |                                                |                                                          |                                                                   | Smith;               |      |
| Sythas               |                                                |                                                          |                                                                   | Smith;               |      |